# Râul Vârciorog, Peștiș
Râul Vârciorog sau Râul Surducel este un curs de apă, afluent al râului Peștiș. 

## Hărți
- Harta munții Pădurea Craiului  Arhivat în 16 ianuarie 2010, la Wayback Machine.
- Harta munții Apuseni